# Арсин
Арси́н (арса́н) — неорганічна сполука ряду гідридів складу AsH3. За звичайних умов є безбарвним газом, проявляє сильні відновні властивості.
Вперше був синтезований Карлом Шеєле у 1775 році. Як і більшість сполук арсену, він має токсичну дію, а у значних дозах може спричиняти смерть. У Першу світову війну арсин застосовувався як хімічна зброя (міжнародне позначення SA), але висока леткість та хімічна нестійкість ускладнювали створення бойових концентрацій.
Нині застосовується у синтезі арсеновмісних напівпровідників для мікроелектроніки.

## Різновиди
AsH3 і похідні сполуки внаслідок заміщення від одного до трьох атомів H на гідрокарбільні групи — 
- первинні RAsH2,
- вторинні R2AsH
- третинні R3As арсини (R ≠ H).

## Фізичні властивості
Арсин погано розчиняється у воді — не більше 1 об'єму газу у 5 об'ємах води. Практично нерозчинним є у лугах та більшості органічних розчинників (за виключенням скипидару).
Має надзвичайно високу леткість — 30900 г-хв/м³ при 20 °C.

## Отримання
Арсин утворюється при дії водню в момент його виділення на оксид арсену(III):
{\displaystyle \mathrm {Zn+H_{2}SO_{4}\rightarrow ZnSO_{4}+H_{2}} }
{\displaystyle \mathrm {As_{2}O_{3}+6H_{2}\rightarrow 2AsH_{3}+3H_{2}O} }
Для синтезу арсину у великих кількостях застосовують реакцію взаємодії арсенідів та розведеної сульфатної кислоти:
{\displaystyle \mathrm {Zn_{3}As_{2}+3H_{2}SO_{4}\rightarrow 2AsH_{3}+3ZnSO_{4}} }

## Хімічні властивості
Арсин є малостійкою сполукою. При нагріванні, при дії світла на вологий арсин, а також при контакті із пористими тілами (наприклад, активованим вугіллям) розкладається із виділенням тепла.
{\displaystyle \mathrm {2AsH_{3}{\xrightarrow {300^{o}C}}2As+3H_{2}} }
Ця властивість сприяла використанню арсину як хімічної зброї: при контакті арсину із активованим вугіллям, яке містилося у протигазі, захисна маска розігрівалася і змушувала вояків її зривати, що призводило вже до прямого отруєння арсином.
Арсин горить блідо-синім полум'ям, повністю окиснюється за реакцією:
{\displaystyle \mathrm {2AsH_{3}+3O_{2}\rightarrow As_{2}O_{3}+3H_{2}O} }
При цьому на стінках посуду утворюється осад арсену із характерним металевим блиском (так зване дзеркало). Ця якісна реакція знайшла своє застосування у криміналістиці при виявленні арсеновмісних отрут та отримала назву «проба Марша».
У водному розчині, на противагу аміаку, арсин не утворює онієвої сполуки AsH4+. За температури нижче -30 °C або при значному тиску утворюється кристалогідрат AsH3·6H2O.
AsH3 проявляє відновні властивості, окиснюється навіть слабкими окисниками. При взаємодії утворює арсенатну кислоту або її солі арсену — арсенати:
{\displaystyle \mathrm {AsH_{3}+8HNO_{3}(conc.)\rightarrow H_{3}AsO_{4}+8NO_{2}+4H_{2}O} }
{\displaystyle \mathrm {AsH_{3}+4NaClO_{4}+3NaOH\rightarrow Na_{3}AsO_{4}+4NaCl+3H_{2}O} }
{\displaystyle \mathrm {AsH_{3}+4H_{2}O_{2}{\xrightarrow {}}H_{3}AsO_{4}+4H_{2}O} }
Відновні властивості арсину є доволі сильними, він може витісняти малоактивні метали з їхніх солей:
{\displaystyle \mathrm {AsH_{3}+6AgNO_{3}+3H_{2}O\rightarrow 6Ag+H_{3}AsO_{3}+6HNO_{3}} }
Взаємодія з твердим нітратом срібла є ще однією якісною реакцією на арсен. Невідому речовину відновлюють воднем (який є результатом дії металу на розведену кислоту) і, якщо в ній були присутні сполуки арсену, то продукується арсин, який взаємодіє з твердим AgNO3 із утворенням жовтого нальоту Ag3As·AgNO3. Як варіант, реакцію можна проводити і в розчині — тоді утворюватиметься чорний осад Ag3As. Дані реакції названо методом Гутцейта. Заважають визначенню фосфін та стибін.

## Токсичність
Арсин має сильну токсичну дію. Контакт із ним можливий через дихальні шляхи або шкіру та очі (у випадку зрідженого арсину). В залежності від концентрації арсину та часу його дії, симптоми отруєння проявляються із затримкою у 2—15 годин, а при високих концентраціях — вже через 30 хв. При концентрації у повітрі нижче 0,01 мг/л арсин є нетоксичним навіть при тривалій дії. Небезпечними є концентрації понад 0,1 мг/л: дія таких концентрацій протягом 5—10 хвилин призводить до сильного отруєння, а при дії протягом 1 години — до смерті. Смертельними є також дози: 0,6 мг/л протягом 15 хв., 1,3 мг/л протягом 5 хв. та 2—5 мг/л через кілька вдихів.
Ознакою отруєння арсином є забарвлення сечі ураженого: спочатку у колір крові — через руйнування еритроцитів, а згодом — у темно-коричневий через розпад гематину. Причиною гемолізу є блокування арсином каталази еритроцитів, що відповідає за розкладання пероксиду водню. Накопичення останнього призводить до руйнування кров'яних тілець та закупорювання ниркових каналів, послаблення функцій нирок. Внаслідок нестачі кисню наступає параліч нервової системи. За відсутності належних мір лікування, смерть наступає через 2—8 діб.
Ураженого арсином необхідно якомога швидше винести із отруєної зони та провентилювати легені чистим киснем. Подальше лікування визначається симптоматично. У разі потрапляння арсину на шкіру або очі, їх необхідно промити водою протягом 30 хвилин. 

## Застосування
Арсин використовується при синтезі арсенвмісних сполук для потреб мікроелектроніки. Зокрема, він є прекурсором для отримання поширеного напівпровідника арсеніду галію GaAs.